# Opisthonectidae
Famille
Synonymes
- Telotrochididae,
- Telotrochidiidae,
- Telotrochiidae.

Les Opisthonectidae sont une famille de Ciliés de la classe des Oligohymenophorea et de l'ordre des Peritrichida.

## Étymologie
Le nom de la famille vient du genre type Opisthonecta, dérivé du grec οπισθεν / opisthen, « derrière, en arrière », et nektos, nageur, littéralement « nageur en marche arrière », en référence au fait que ce cilié se distingue, notamment par : 

« La présence d'une frange locomotrice postérieure qui renverse le sens de la natation. »

Fauré-Fremiet dédia l'espèce type — Opisthonecta Henneguyi — à son professeur, Louis-Félix Henneguy, médecin et biologiste français.

## Description
Les Opisthonectidae ont une taille moyenne (80 à 200 μm). Ils sont cylindriques ou en forme de cloche, se rétrécissant vers l'extrémité buccale. Leur zooïde nage librement avec l'extrémité aborale vers l’en avant. La région buccale dans le genre Opisthonecta possède un petit groupe séparé de cils rigides proéminents. Leur  macronoyau est en forme de bande. Micronoyau et vacuole contractile sont présents. Le cytoprocte n’a pas été observé.

## Habitat et répartition
Les Opisthonectidae vivent en eau douce, notamment dans le plancton.

## Liste des genres
Selon GBIF (3 janvier 2024) et Lynn (2010) :
- Opisthonecta Fauré-Fremiet, 1906  genre type
  - Espèce type : Opisthonecta henneguyi Fauré-Fremiet, 1906
- Telotrochidium Kent, 1881

## Systématique
Le nom valide de ce taxon est Opisthonectidae Foissner, 1976.
Fauré-Fremiet (1950) a soutenu que les genres Opisthonecta  et Telotrochidium n'étaient probablement pas liés phylogénétiquement et a suggéré qu'Opisthonecta dérivait d'un ancêtre pédonculé semblable à Epistylis tandis que Telotrochidium dérivait d'un ancêtre semblable à Opercularia. 